# Выдел (хозяйства в собственность)
Выдел — это такое разделение крестьянского хозяйства, при котором глава хозяйства при своей жизни отделял сына (в редких случаях — других членов семьи) в самостоятельное хозяйство. При этом наиболее значимые решения — о проведении выдела и размере выделяемого имущества зависели от воли главы хозяйства. Другими акторами, имевшими право вмешиваться, в частности, запретить выдел, были крестьянская община, помещик — в случае, если крестьяне были крепостными, либо государство. Выдел относился к области имущественных прав.
Особое распространение это явление получило в Российской империи после реформы 1861 года, хотя существовало и раньше.

## Терминология и особенности
В исследованиях социально-экономического характера всякое дробление крестьянского хозяйства с образованием отдельных самостоятельных семей назывались разделом. Между тем юридические механизмы данного процесса могли существенно различаться; при всем терминологическом разнообразии можно выделить несколько основных вариантов: «выдел», «раздел», «отдел» (он же — «отход»). «Выделом» называлось отделение отцом (главой хозяйства) сына в самостоятельное хозяйство; при этом наиболее значимые решения — и о проведении выдела, и размере выделяемого имущества полностью зависели от воли отца. «Разделом» же следует считать дробление хозяйства после смерти главы хозяйства; в таком случае действовали несколько иные правила — и в отношении самого факта проведения, и в отношении круга получавших имущество, и в отношении размера их долей. Наконец, «отдел» или «отход» — самовольный уход сына, в результате которого отец ему ничего не выделял.

## История
К XVIII—XIX в. и до отмены крепостного права (а отчасти и после) государство, помещики и община старательно тормозили любые виды разделов — и в первую очередь выделы — у всех категорий крестьянства. Причины этого заключались в том, что большая неразделённая семья лучше обеспечивала выполнение сельскохозяйственных работ. Государство, заинтересованное в платежеспособности населения, старалось по мере сил сдерживать семейные разделы, не разрешая взрослым женатым сыновьям селиться отдельно. То же касалось и помещиков. Кроме того поддержка такой семьи обосновывалась тем, что в силу своей многолюдности и бо́льшей экономической успешности, она могла лучше обеспечить социальную поддержку слабых. Поэтому и помещичьим, и государственным крестьянам самостоятельный раздел прямо запрещался без соответствующего разрешения начальства — вотчинного или государственного. Запрет на раздел хозяйства, по мнению исследователей, присутствовал в помещичьих инструкциях постоянно, государство разделы полностью не запрещало, но всячески ограничивало.
Так, 18 марта 1886 года был принят закон, который разрешал выдел только с согласия главы семьи и двух третей сельского схода. Сход определял основательность повода к разделу семьи, способность образующегося семейства к самостоятельному ведению хозяйства, возможность непрерывного поступления податей и повинностей от новой семьи. Если выдел не удовлетворял указанным условиям, он мог быть запрещён. Этот закон был призван сократить количество выделов и таким образом ограничить дробление крестьянских семей, однако не привёл к желаемому результату: число санкционированных сходами выделов сократилось при увеличении количества самовольных выделов.
На сохранение сложных семей также работал Рекрутский устав, согласно которому поделившиеся семьи теряли льготу по отбыванию рекрутской повинности.
После реформы 1861 года, несмотря на широкие полномочия, оставленные общине, предоставление крестьянству юридической свободы неминуемо повлекло за собой увеличение экономической самостоятельности данного сословия. Несколько позднее была отменена и рекрутская повинность. Вторгавшиеся в традиционную деревню новые экономические реалии неумолимо размывали старый патриархальный уклад, что не могло не сказываться на семейной структуре. Все чаще дети требовали освобождения от власти родителей, выделения себе собственного хозяйства, самостоятельной жизни — что влекло уменьшение числа сложных семей и увеличение количества семей малых, поэтому разделы получили большое распространение.

## Правовые механизмы
Наиболее характерной для выдела чертой была зависимость от воли большака, поскольку он являлся собственником всего имущества. В отличие от раздела, правила которого могли меняться в зависимости от обычаев региона, здесь закон был един для всех жителей Российской империи:

Родители и восходящие родственники властны выделять детей своих и потомков, назначая им часть из своего имущества… Дети не могут, даже по достижении совершеннолетия, требовать от родителей выдела частей…
Именно домохозяин определял сам факт выдела и мог воспрепятствовать самостоятельности сыновей, причем в спорных ситуациях волостной сход становился на его сторону. Закон и община не считали основаниями для выдела ни преклонный возраст домохозяина (большака), ни настойчивые просьбы детей о выделе (по утверждению известного юриста С. В. Пахмана, в последнем случае возможно было даже лишение сына права участия в доле имущества), поскольку за родителями признавалось право требовать, чтобы дети, даже взрослые, жили вместе с ними и не покидали дом без их согласия.
Размер выделяемой доли также находился в прямой зависимости от решения домохозяина («на то его отцовская воля»).
Однако воля большака могла быть ограничена общиной (сходом), для которой платежеспособность хозяйства была важнее, нежели безусловное право домохозяина-большака на свое имущество. Если по мнению общины одна или несколько образовавшихся после выдела семей были нетяглоспособны (то есть не смогли бы платить налоги) выдел могли запретить. Были и другие ограничения. Сход отделял сына независимо от воли отца, только если имело место доказанное снохачество последнего — в этом случае сын имел право требовать выдела. Так же сход мог пойти навстречу сыну, стремящемуся выйти из семьи, если невыдел грозил разорением семьи или большак был подвержен пьянству. «…принимается также в соображение, заслуживает ли и сын того, чтобы суд мог решиться на исполнение его просьбы, есть ли он человек трезвый и трудолюбивый, помогал ли отцу в хозяйстве и т.п».
Если крестьяне были крепостными, выдел контролировал их помещик: запрет на раздел хозяйства, по мнению исследователей, присутствовал в помещичьих инструкциях постоянно.

### Особенности и примеры
Главой хозяйства — «большаком» — мог быть не только мужчина, но и женщина — такую женщину в большинстве местностей называли «большухой». Обычно это была вдова с детьми, принявшая главенство после смерти отца-большака. Такая большуха имела те же права, что и большак: за ней неизменно оставался решающий голос при выделении сыновей или полных разделах неразделенных семей. Сохранившиеся раздельные акты свидетельствуют, что мать, как и отец, могла «отделять» детей, «позволять» им разделиться, «награждать» их долей общего имущества. Утверждение таких разделов общинными сходами основывалось на «позволении» матери.
Например, в 1795 году вдова Татьяна Григорьева в д. Мениково «отделила» сына Федора и сочла нужным «наградить» его только иконами и третьей частью тяглой (дворовой, гуменной, покосной, пашенной) и купленной земли. Все же остальное имущество ею сохранялось в семье, которая и после ухода Федора оставалась по своему типу неразделенной (еще два сына, дочь, сноха и внучка). Таким образом, в данном случае был четко соблюден обычай равного обеспечения трех сыновей только в отношении земли. В 1809 году в селе Никольском Прасковья Емельянова также отделила из трех сыновей старшего, но по «согласию» двух других, с которыми она осталась, выделила ему в довольно точной пропорции третью часть овина, скота, сбруи, посуды, половину двора, летнюю избу и землю, по-видимому, в соответствующей доле. Как и Татьяна Григорьева, Прасковья сохранила свое главенство над оставшейся частью двора, «удерживая при себе» имущество и не разделяя его между младшими сыновьями. В той же вотчине в 1815 году в деревне Малое Скрылево Анастасия Тимофеева по «полюбовному письму» разделила все хозяйство с сыном; хозяйство было значительным — на дворе стояло два жилых строения — связи (изба — сени — горница); два сенных и хлебный амбары, овин, погреб, баня составляли хозяйственные постройки. Все это было разделено пополам; так же было поступлено со скотом, хлебным запасом и всяким «крестьянским заведением». В «письме» не было указано, с кем остается мать, но она явно была намерена возглавлять тягло и соглашалась разделить пашенную землю с выделяемым сыном только в случае, если у них возникнут противоречия при ее обработке.
При выделе в лучшем положении оказывались представители зажиточных крестьянских семей, поскольку им доставалось все, что нужно для благополучного ведения хозяйства. Если семья была богатой, её глава часто старался избежать дробления старого хозяйственного комплекса и докупить или построить то, что нужно для новых.
Например, от 1823 году сохранились документы, подробно раскрывающие процедуру выделения старшего сына в богатой крестьянской семье Алексея Жаварина, проживавшего в д. Деревень. Семья состояла из вдового главы 64 лет, двух его женатых сыновей 42 и 32 лет и дочери 31 года; один сын имел троих детей, другой — двоих. В апреле 1823 года оба сына, находившиеся на заработках в отходе, прислали отцу письмо, в котором просили его разделить их поровну. Из поданного А. Жавариным в июне того же года в вотчинное правление прошения о выделении старшего сына видно, что Григорию был куплен в соседней деревне дом с земельным общинным окладом, а из семейного добра выдавалась треть скота, хлебного запаса, хозяйственного инвентаря и посуды. Отец оставлял за собой и младшим сыном Иваном весь двор, всю землю и две трети движимого имущества; после его смерти хозяйство должно было перейти к Ивану, что компенсировало его долю в общесемейных средствах, истраченных на покупку двора для Григория. В 1797 году крестьянин с. Никольского Лукьян Иванов, «за умножением семейства» выделяя старшего сына Василия, дал ему в «надел» часть дворовой и тяглой земли, лошадь, корову, запас ржи, овса и соломы. На постройку двора отец передал ему 45 руб. и право на деньги, розданные им в долг в Петербурге в отхожем промысле. Спустя 10 лет при выделе младшего сына Федора Лукьян также обеспечил его дворовой и тяглой землей, лошадью, коровой, хозяйственным инвентарем (косуля, соха, телеги, хомут и упряжь), посудой, дал ему право на часть еще не собранного с полей урожая и вновь полностью сохранил за собой весь двор. В виде компенсации за жилище, которое сын должен был построить самостоятельно, он был освобожден от участия в уплате семейных долгов.
Чаще же сыновьям при разделе имущества на соответствующие доли приходилось идти на определенные жертвы.

## Причины и последствия выделов
Причины были как индивидуальными, так и связанными с общественными и экономическими изменениями в стране: неразделенная семья переставала быть необходимостью.
В качестве причин разделов указывали неравномерность личного заработка (видимо, в селениях с развитым отходничеством), неравенство семей, тесноту жилища, нежелание подчиняться власти «большака» — брата, а не отца.
Немаловажную роль играл и женский фактор. Особенно это касалось положения невесток: как правило, в неразделенной семье они, как пришедшие со стороны, «чужие» основной массе людей в семье, оказывались в ущербном положении. Если в «малой» семье жена могла в той или иной степени компенсировать придирки и дискриминацию своими личными волевыми качествами, то в неразделённой семье это было бы практически нереальным. В случае же раздела жена сама становилась «большухой» — со всеми вытекающими преимуществами. Поэтому замужняя крестьянка могла желать выдела в большей степени, нежели ее муж.
Экономические последствия разделов неоднозначны: вероятны были как варианты последующего роста, так и ухудшения («как поделились, так и разорились»). Зачастую крестьяне при разделе получали недостаточно имущества для эффективного ведения хозяйства. Некоторое количество крестьянских семей в результате разделов теряли землю. Например, в старожильческих хозяйствах Томской губернии в начале XX в. 18,9 % семей, численностью до 3 человек, образовавшихся путём раздела, не имели собственной запашки, в хозяйствах переселенцев там же количество таких семей достигало 27 %.
В неразделенной семье люди зачастую вынуждены были жить вместе не по желанию, а и тогда, когда такого желания давно не было — потому что не было возможности разделиться. После раздела в такой семье значительно улучшался психологический климат. Современник великих реформ Ε. И. Якушкин писал:

С распадением «больших» семей, с сокращением безграничной прежде власти главы семьи положение крестьянской женщины стало менее тягостным, отношения мужа к жене смягчились и сделались более нравственными. 